# Julia Novohradsky
Julia Novohradsky (* 2001 in St. Pölten) ist eine österreichische Schauspielerin.

## Leben
Julia Novohradsky erhielt an der Musikschule Wilhelmsburg Gesangsunterricht. Nach der Matura im Bundes- und Bundesrealgymnasium in Lilienfeld begann sie ein Studium der inklusiven Pädagogik und der Anglistik auf der Universität Wien. 2021 nahm sie an der 5. Staffel der ORF-Gesangs-Castingshow Starmania teil, wo sie ins Halbfinale gelangte. Am Max Reinhardt Seminar begann sie 2022 ein Schauspielstudium. Während des Studiums wirkte sie unter anderem 2025 als Macbeth, Lady Macbeth und Hexe in Shakespeares Macbeth am Schlosstheater Schönbrunn unter der Regie von Þorleifur Örn Arnarsson mit.
Eine Hauptrolle hatte sie im 2025 veröffentlichten Kinofilm Mädchen Mädchen, einer Neuverfilmung der gleichnamigen Produktion aus dem Jahr 2001. Im Original wurde ihre Rolle der Vicky von Felicitas Woll verkörpert. Mädchen Mädchen ist ihr Debüt vor der Kamera. Für ihre Darstellung wurde sie im Rahmen des Filmfests München 2025 für den Förderpreis Neues Deutsches Kino in der Kategorie Schauspiel nominiert. 2025 stand sie für Dreharbeiten zur dritten Staffel der ORF-Serie Biester als Neuzugang in einer Hauptrolle vor der Kamera.

## Filmografie (Auswahl)
- 2025: Mädchen Mädchen

## Auszeichnungen und Nominierungen
Filmfest München 2025
- Nominierung für den Förderpreis Neues Deutsches Kino in der Kategorie Schauspiel für Mädchen Mädchen[5]